# بیارن سورنسن
بیارن سورنسن (انگلیسی: Bjarne Sørensen؛ زادهٔ ۲۳ دسامبر ۱۹۵۴) دوچرخه‌سوار اهل دانمارک است.